# Bulbostylis scleropus
Bulbostylis scleropus är en halvgräsart som beskrevs av Charles Baron Clarke. Bulbostylis scleropus ingår i släktet Bulbostylis och familjen halvgräs. Inga underarter finns listade i Catalogue of Life.